# Measure for measure (Icehouse)
Measure by measure is het vierde studioalbum van Icehouse. Ook bij dit album had bandleider Iva Davies wat andere musici om zich heen verzameld. Het album zou uiteindelijk leiden tot de vastlegging van het concert van 14 augustus 1986 in het rockclub The Ritz in New York, dat vervolgens in de Verenigde Staten en Australië werd uitgezonden. In die landen had Icehouse nog enigszins bekendheid. Daar verkochten de van het album afkomstige singles No promises, Baby, you’re so strange, Mr. Big en Cross the border nog redelijk. In Nederland en België was men de band vergeten. De persing was daarbij in die landen nog wel in handen van Chrysalis Records, maar de distributie kwam van Ariola. Eigenaardig genoeg gebruikte die de Amerikaanse versie van het album.
Davies zei achteraf dat hij voor dit album meer dan voldoende materiaal had geschreven en moeite had sommige tracks te laten vervallen.

## Musici
Opmerkelijk bij dit album zijn twee gasten: Brian Eno en Steve Jansen van Japan op een of meerdere tracks:
- Iva Davies – zang, gitaar, toetsinstrumenten waaronder Fairlight CMI
- Robert Kretschmer – gitaar
- Guy Pratt – basgitaar
- Simon Lloyd – blaasinstrumenten (al dan niet elektronisch)
- Andy Qunta – toetsinstrumenten, achtergrondzang
- Steve Jansen – drumstel, percussie (No promises, Cross the border, The flame)
- Masaki Tanazawa – drumstel, percussie
- Brian Eno – achtergrondzang, piano en toetsinstrumenten

Met
- David Lord – aanvullende toetsinstrumenten
- Stuart Gordon – strijkerssectie
- Shena Power – meisjesstemmen
- Gaspar Lawal, David Lord, Glen Tomey - percussie

## Muziek
| Nr. | Titel                                        | Duur |
| --- | -------------------------------------------- | ---- |
| 1.  | No promises (Davies, Kretschmer)             | 4:40 |
| 2.  | Cross the border (Davies, Kretschmer)        | 4:25 |
| 3.  | Spanish gold (Davies)                        | 4:17 |
| 4.  | Paradise (Davies)                            | 4:47 |
| 5.  | The flame (Davies)                           | 5:11 |
| 6.  | Regular boys (Davies, Kretschmer)            | 3:30 |
| 7.  | Mr. Big (Davies, Kretschmer)                 | 3:33 |
| 8.  | Angel Street (Davies, Kretschmer)            | 4:46 |
| 9.  | Lucky me (Davies, Kretschmer)                | 4:38 |
| 10. | Baby, you’re so strange (Davies, Kretschmer) | 3:59 |
| 11. | Too late now (Davies)                        | 3:11 |
| 12. | Into the wild (Davies, Kretschmer)           | 3:59 |

De originele Australische persing had slechts tien nummers (geen Too late now en Into the wild), die ook nog in een andere volgorde werden gezet. Bij heruitgaven werd het album aangevuld met bonustracks. 